# Isopogon cuneatus
Isopogon cuneatus är en tvåhjärtbladig växtart som beskrevs av Robert Brown. Isopogon cuneatus ingår i släktet Isopogon och familjen Proteaceae. Inga underarter finns listade i Catalogue of Life.